# Bohorrietbok
De bohorrietbok (Redunca redunca) is een middelgrote antilope uit het geslacht der rietbokken (Redunca).

## Kenmerken
De bohorrietbok heeft een rossige zandkleurige vacht. De onderzijde is grijzig wit van kleur, evenals de wangen, lippen, kin, keel, de binnenzijde van de oren en een kring rond de ogen. De neus en het midden van de lip zijn zwart. De korte staart is wit aan de onderzijde. Mannetjes zijn steviger gebouwd dan vrouwtjes. Enkel het mannetje heeft hoorns. Deze zijn liervormig en zeer geringd, voornamelijk rond de basis.
De bohorrietbok heeft een kop-romplengte van 100 tot 135 centimeter en een schouderhoogte van 65 tot 89 centimeter. De staart is 18 tot 20 centimeter lang. Mannetjes zijn zwaarder dan vrouwtjes. Mannetjes wegen 43 tot 65 kilogram, vrouwtjes 35 tot 45 kilogram.

## Verspreiding en leefgebied
De bohorrietbok komt voor van Senegal tot Ethiopië, zuidwaarts tot het Tanganyikameer en de vallei van de Ruvuma-rivier. Hij leeft voornamelijk op vochtige, open vlakten. Hij heeft een voorkeur voor drassige grasvlakten, als uiterwaarden rond meren (bijvoorbeeld Victoriameer, Tsjaadmeer) en rivieren (bijvoorbeeld de Nijl en de Niger). Deze grasvlakten kunnen in het regenseizoen overstromen en in de droge tijd te geteisterd worden door droogte en branden.

## Leefwijze
De bohorrietbok eet voornamelijk gras. De soort is meestal de gehele dag door actief, maar graast voornamelijk 's nachts. Tijdens het nachtelijke foerageren kan een rietbok tot acht kilometer van hun woongebied afdwalen. In de droge tijd, als de kwaliteit van het voedsel minder wordt, grazen sommige rietbokken ook overdag. Op het heetst van de dag zoekt hij de schaduw op in hoog gras of in struikgewas.
De bohorrietbok leeft meestal in paren of in kleine familiegroepen van drie tot zes dieren. De dieren communiceren met elkaar door middel van een hard fluitend geluid. Dit is voornamelijk 's nachts te horen in de droge tijd, waarbij hele fluitkoortjes te horen zijn. Bij gevaar wordt de staart omhoog gehouden, waardoor de witte onderzijde goed zichtbaar is. In de regentijd leven de meeste dieren in aparte woongebieden, die meestal overlappen. Ook mannetjes tolereren andere mannetjes in hun woongebied. In de droge tijd leven de dieren meer groepsgewijs. Mannetjes vormen dan kleine, tijdelijke territoria.

## Voortplanting
Tijdens de paartijd, aan het einde van de droge tijd, vechten de mannetjes regelmatig om te mogen paren met één of meerdere vrouwtjes. Tijdens de balts loopt het mannetje om het vrouwtje heen, waarbij hij een blatend geluid maakt. Na een draagtijd van zeven maanden wordt één jong geboren. De meeste jongen worden in de regentijd geboren. Het jong houdt zich de eerste twee maanden verborgen. Hij verandert dagelijks van schuilplaats. Vrouwtjes zijn na een jaar geslachtsrijp, mannetjes pas na vier jaar. Voor die tijd vormen mannetjes soms vrijgezellengroepjes. De bohorrietbok wordt ongeveer tien jaar oud.